# Sandur (India)
Sandur (en canarés: ಸಂಡೂರು ) es una ciudad de la India en el distrito de Bellary, estado de Karnataka.

## Geografía
Se encuentra a una altitud de 583 m s. n. m. a 320 km de la capital estatal, Bangalore, en la zona horaria UTC +5:30.

## Demografía
Según estimación 2011 contaba con una población de 35 180 habitantes.